# Directory of Open Access Journals
Directory of Open Access Journals — веб-сайт, на котором размещен список журналов с открытым доступом, курируемый сообществом и поддерживаемый Infrastructure Services for Open Access (IS4OA). Он был запущен в 2003 году с 300 журналами открытого доступа. Проект определяет журналы с открытым доступом как научные и академические журналы, предоставляющие весь свой контент бесплатно, без задержек или требований регистрации пользователей, и отвечающие высоким стандартам качества, в частности, посредством рецензирования или редакционного контроля качества. DOAJ определяет их как журналы с открытым доступом, в которых используется открытая лицензия, так что любому пользователю предоставляется немедленный бесплатный доступ к работам, опубликованным в журнале, и разрешено читать, загружать, копировать, распространять, распечатывать, искать или ссылаться на полную версию. тексты статей или использовать их в любых других законных целях. Миссия DOAJ состоит в том, чтобы «повысить видимость, доступность, репутацию, использование и влияние качественных, рецензируемых научно-исследовательских журналов с открытым доступом во всем мире, независимо от дисциплины, географии или языка».
В 2015 году DOAJ запустил процесс повторной подачи заявок на основе обновленных и расширенных критериев включения. В конце процесса (декабрь 2017) около 5000 журналов из 11 600, проиндексированных в мае 2016 г., были удалены из своей базы данных, в основном из-за отказа от повторной подачи заявки.
Несмотря на существенную очистку, количество журналов, включенных в DOAJ, продолжало расти и достигло, по состоянию на март 2020, 14 299.
По состоянию на декабрь 2022 года независимая база данных содержит более 18 650 журналов открытого доступа и 8 265 272 статьи, охватывающих все области науки, технологий, медицины, социальных и гуманитарных наук.
DOAJ предоставляет журнал изменений в Google Документах (Google Таблицы), который обновляется с марта 2014 года, и определяет добавленные и удаленные журналы (с обоснованием удаления).
Партнерство DOAJ и OpenAIRE существует с октября 2022 года.
Основатель сервиса Ларс Бьёрншауге (Lars Bjørnshauge) объявил в 2021 году о выходе на пенсию, а с января 2022 года у DOAJ появился новый управляющий директор Джоанна Болл (Joanna Ball).